# 법무법인 대한중앙
법무법인 대한중앙은 대한민국 로펌이다. 법률사무소 대한과 중앙헌법 법률사무소가 합병하여 2019년 법무법인으로 전환하면서 설립되었다.
2020년 1월 공직선거법 개정안 헌법소원심판에서 자유한국당을 대리했다.
2020년 2월 고위공직자범죄수사처 설치 및 운영에 관한 법률’ 헌법소원심판에서 미래통합당을 대리했다.
2020년 6월 인천국제공항공사노동조합 대리인으로서 공익감사를 청구했다.
2020년 7월 공직선거법 제189조 1항 1호 3%봉쇄조항(득표율 3%미만이면 비례대표 의석을 얻을 수 없도록 규정한 공직선거법 조항) 위헌소송에서 5개 소수정당을 대리했다.
지역주택조합 조합원을 대리해 2021년 7월 기존 판례를 깨고 안심보장증서가 있으면 지역주택조합 분담금을 환불해야 한다는 판례를 이끌어냈다.
2021년 11월 사제 전투화를 판매하려다가 기소유예 처분을 받은 사건을 대리한 사건에서 기소유예 취소 인용 결정을 이끌어냈다.
2022년 3월 결혼정보회사 보다(BODA)와 자문 변호사 및 성혼 컨설팅 서비스 제공을 골자로 한 업무제휴협약(MOU)를 체결했다.
2022년 4월 서강대학교와 법조인 양성 및 산학협력을 위한 업무협약(MOU)를 체결했다.
2022년 8월 국민의 힘 이준석 대표를 대리하여 주호영 비상대책위원장 직무 정지 가처분 결정 인용을 이끌어냈다.
2022년 8월 국내 1호 탐정법인 윈윈 탐정법인과 법률 자문 서비스 제공 및 증거수집과 사실관계 조사 협력을 내용으로 한 업무협약(MOU)를 체결했다.
2022년 8월 디지털포렌식업체 (주)스마트데이터복구SDR과 디지털 증거물 수집 및 분석과 법률 자문 서비스 제공을 내용으로 하는 업무협약(MOU)를 체결했다.
2022년 11월 브레인헬스케어기업 (주)디네이쳐바이오랩스와 법률 서비스 제공 및 생명공학 연구개발 분야 상호발전을 내용으로 하는 업무협약(MOU)를 체결했다.
2022년 12월 형제복지원을 상대로 국가배상 청구소송을 제기하였다.
2022년 12월 머니투데이 선정 '2022 소비자 만족대상'을 수상했다.
2023년 2월 사천수협 조합장을 업무상 배임 및 특경법 위반으로 고발했다.
2023년 3월 테슬라를 상대로 테슬라 전기차 화재에 대하여 처음으로 손해배상청구소송을 제기하였다.
2023년 5월 행정사법인 티움과 상호 역량 강화를 위하여 업무협약(MOU)를 체결했다.
2024년 1월 이혼 및 가사 전문프로세스를 구축하였다.

## 업무분야
- 헌법소송·선거
- 소년사건·학교폭력
- 성범죄 무고 대응·아동학대 무고 대응·기타 무고 대응
- 오피스텔·상가계약분쟁
- 지역주택조합
- 동업계약분쟁
- 법인회생·법인파산
- 아동학대·기타 어린이집 행정처분
- 이혼·상속·가사일반
- 토지수용·행정일반
- 형사·경제범죄·성범죄·교통범죄
- 민사·손해배상
- 행정소송·행정심판
- 특허출원·등록
- 특허심판·소송
- 부동산·건설·재개발·재건축
- 노동법·산재
- 교회소송·교회분쟁

## 사무소
- 서울사무소: 서울 영등포구 국회대로70길 19 대하빌딩 507호
- 수원사무소: 경기 수원시 팔달구 팔달로 31 서영아너시온 201호
- 부산사무소: 부산 연제구 법원남로 10번길 7 와우빌딩 2층
- 해운대사무소: 부산 해운대구 해운대로 554 부산메디칼센터 7층
- 광주사무소: 광주 동구 준법로 1 4층
- 춘천사무소: 강원 춘천시 공지로 293 화남빌딩 1층
- 진주사무소: 경남 진주시 충의로 30 SH타워 304호
- 사천사무소: 경남 사천시 중앙로 75 1층
- 천안아산사무소: 충남 아산시 배방읍 광장로 177-10 1112호

## 같이 보기
- 대한민국의 로펌